# Iglesia de la Anunciación (Burgos)
La parroquia de la Anunciación de la Santísima Virgen es un templo de estilo neorrománico en Burgos.
Las misas actualmente son de lunes a sábados a las 10h, 12h y 19:30h. Y los domingos a las 10h, 12h, 13h, 19:30h.
El templo está situado en el n.º 2 de la calle de Clunia, mientras que a la parroquia se accede por el n.º 1 de la calle de Amaya. El conjunto parroquial se encuentra a la izquierda del colegio Los Vadillos.
La parroquia es la sede de la Asociación Juvenil Cultural Parroquia de la Anunciación. También es la sede de la ONG Manos Unidas en Burgos.

## Torre campanario
Esta parroquia burgalesa está incluida en los campanarios en los que la  Asociación de Campaneros de Burgos toca las campañas de forma manual.
Posee 4 campanas de uso litúrgico llevadas cuando inauguraron la parroquia. Por cada cara hay 2 vanos, pero como la escalera ya tapa varios se tuvieron que colocar de cierta manera. Las 4 campanas dan, si nos fijamos y dividimos la torre en 2, hacia la Avenida del Cid Campeador.
Las 4 fueros fundidas por la Viuda de Ángel Perea (Miranda de Ebro) y tienen yugos de hierro colado de la forma típica de allí, a excepción de la menor, que tendrá yugos de madera debido al mal estado del yugo de hierro. Tienen las siguientes advocaciónes y más: 
Actualmente tocan casi todos los domingos y festivos 10 minutos antes de las misas de 12h y 13h. 
Simulador de las campanas: https://tantalan.com/?Esp.Bur.Bur.PAAN
Información de las campanas: 
-campaners.com- https://campaners.com/php/campanar.php?numer=8867
TABLA CON LA INFORMACIÓN DE LAS CAMPANAS: 
| Fotografía | Campana            | Diámetro (en cm) | Peso (en kg) | Año fundición | Fundidor                              | Tercio                           | Medio                                         | Medio pie  |
| ---------- | ------------------ | ---------------- | ------------ | ------------- | ------------------------------------- | -------------------------------- | --------------------------------------------- | ---------- |
|            | El Campanillo (1)  | 54               | 91           | 1950          | Vda. de Ángel Perea (Miranda de Ebro) | El Campanillo Año santo de 1950  | Virgen y sello de fábrica (06) Crucifijo      | 3 cordones |
|            | San Luciano (2)    | 60               | 125          | 1950          | Vda. de Ángel Perea (Miranda de Ebro) | San Luciano Año santo de 1950    | Virgen y sello de fábrica (00) Crucifijo (06) | 3 cordones |
|            | La Asunción (3)    | 69               | 190          | 1950          | Vda. de Ángel Perea (Miranda de Ebro) | La Asunción Año santo de 1950    | Virgen y sello de fábrica (06) Crucifijo (00) | 3 cordones |
|            | La Anunciación (4) | 74               | 235          | 1950          | Vda. de Ángel Perea (Miranda de Ebro) | La Anunciación Año santo de 1950 | Virgen y sello de fábrica (00) Crucifijo (06) | 3 cordones |